# Ga Geumjeong
Ga Geumjeong (Tiếng Hàn: 금정역, Hanja: 衿井驛) là ga trung chuyển cho Tàu điện ngầm vùng thủ đô Seoul tuyến 1 và Tàu điện ngầm vùng thủ đô Seoul tuyến 4 nằm ở Geumjeong-dong và Sanbon-dong, Gunpo-si, Gyeonggi-do. Nhà ga này không hoạt động vào thời điểm khai trương Tàu điện ngầm vùng thủ đô Seoul tuyến 1 nhưng bắt đầu hoạt động cùng lúc với việc khai trương Tuyến Ansan.
Ga Geumjeong là một điểm chuyển giao quan trọng cho hành khách đi du lịch đến và đi từ phía Nam và phía Tây Gyeonggi-do đến Seoul Grand Park và Công viên trường đua ngựa Seoul. Đường sắt được liên kết cho phép hành khách chuyển đổi giữa Tuyến 1 và Tuyến 4 trên cùng một nhà ga.

## Lịch sử
- 25 tháng 10 năm 1988: Bắt đầu hoạt động với việc khai trương Tuyến Ansan (Tuyến trực tiếp Ansan-Gyeongbu vận hành) [5]
- 15 tháng 1 năm 1993: Tuyến Gwacheon được khai trương và dịch vụ tàu hỏa trực tiếp Tuyến Ansan-Gwacheon bắt đầu.
- 1 tháng 4 năm 1994: Tàu điện ngầm Seoul tuyến 4 - Tuyến Gwacheon - Tuyến Ansan bắt đầu hoạt động.
- 30 tháng 4 năm 2003: Hệ thống dịch vụ trực tiếp Ansan-Gyeongbu bị bãi bỏ do mở rộng đoạn Suwon - Byeongjeom của Tàu điện ngầm vùng thủ đô Seoul tuyến 1.
- 9 tháng 5 năm 2006: Hoàn thành Ga mới phía Bắc (Lối ra 6, 7, 8)
- 1 tháng 12 năm 2009: Loại bỏ nhà ga bán vé đường sắt
- 1 tháng 6 năm 2011: Lắp đặt cửa chắn
- 30 tháng 12 năm 2019: Bổ sung điểm dừng trên Tuyến 1 tốc hành tại ga Geumjeong.[6]

## Bố trí ga
| ↑ Beomgye | ↑ Myeonghak·Anyang | Myeonghak·Anyang ↓ | Beomgye ↓ |
| \| １     | \|                 | \| ３              | ５６ \|   |
| ↑ Sanbon  | ↑ Gunpo·Uiwang     | Gunpo·Uiwang ↓     | Sanbon ↓  |

| １ | ● Tuyến 4              | Địa phương             | ← Hướng đi Sadang · đại học Hansung · Danggogae · Jinjeop         |
| ２ | ● Tuyến 1              | Địa phương·Tốc hành A  | ← Hướng đi Guro · Đại học Kwangwoon                               |
| ３ | ● Tuyến 1              | Địa phương·Tốc hành A  | → Hướng đi Suwon · Byeongjeom · Seodongtan · Cheonan · Sinchang → |
| ４ | ● Tuyến 4              | Địa phương·Tốc hành    | → Hướng đi Sanbon · Ansan · Oido →                                |
| ５ | Nền tảng không sử dụng | Nền tảng không sử dụng | Nền tảng không sử dụng                                            |
| ６ | ● Tuyến 4              | Địa phương             | → Kết thúc tại ga này                                             |

| Tuyến và hướng                                              | Cửa            |
| ----------------------------------------------------------- | -------------- |
| Tuyến 1 (Hướng Đại học Kwangwoon) ↔ Tuyến 4 (Hướng Jinjeop) | Tất cả các cửa |
| Tuyến 1 (Hướng Cheonan, Sinchang) ↔ Tuyến 4 (Hướng Oido)    | Tất cả các cửa |
| Tuyến 1 (Hướng Đại học Kwangwoon) → Tuyến 4 (Hướng Oido)    | 2-3, 4-4, 7-3  |
| Tuyến 1 (Hướng Cheonan, Sinchang) → Tuyến 4 (Hướng Jinjeop) | 4-1, 7-1, 9-2  |
| Tuyến 4 (Hướng Jinjeop) → Tuyến 1 (Hướng Cheonan, Sinchang) | 2-3, 7-3       |
| Tuyến 4 (Hướng Oido) → Tuyến 1 (Hướng Đại học Kwangwoon)    | 4-2, 7-1       |

## Xung quanh nhà ga
- Trường tiểu học Gwanmo
- Khu công nghiệp Gunpo
- Trung tâm phúc lợi hành chính Sanbon 2-dong
- Trung tâm an ninh Geumjeong
- Trung tâm phúc lợi hành chính Sanbon-dong
- Bưu điện Sanbon 2-dong
- Cầu cạn Sanbon
- Chợ Sanbon
- Homeplus Chi nhánh Anyang
- Trung tâm mua sắm dụng cụ phức hợp phân phối quốc tế Anyang
- LS Tower
- Trường tiểu học Haneol
- Tổ hợp CNTT Anyang
- Cầu Geumho
- Tổ hợp phân phối quốc tế Anyang

## Hình ảnh

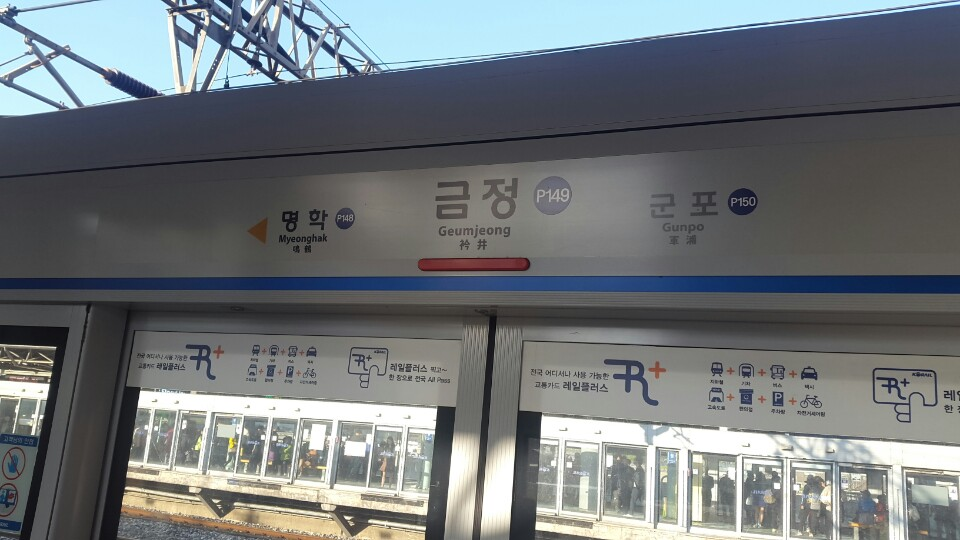
Cửa chắn tuyến 1 ga Geumjeong
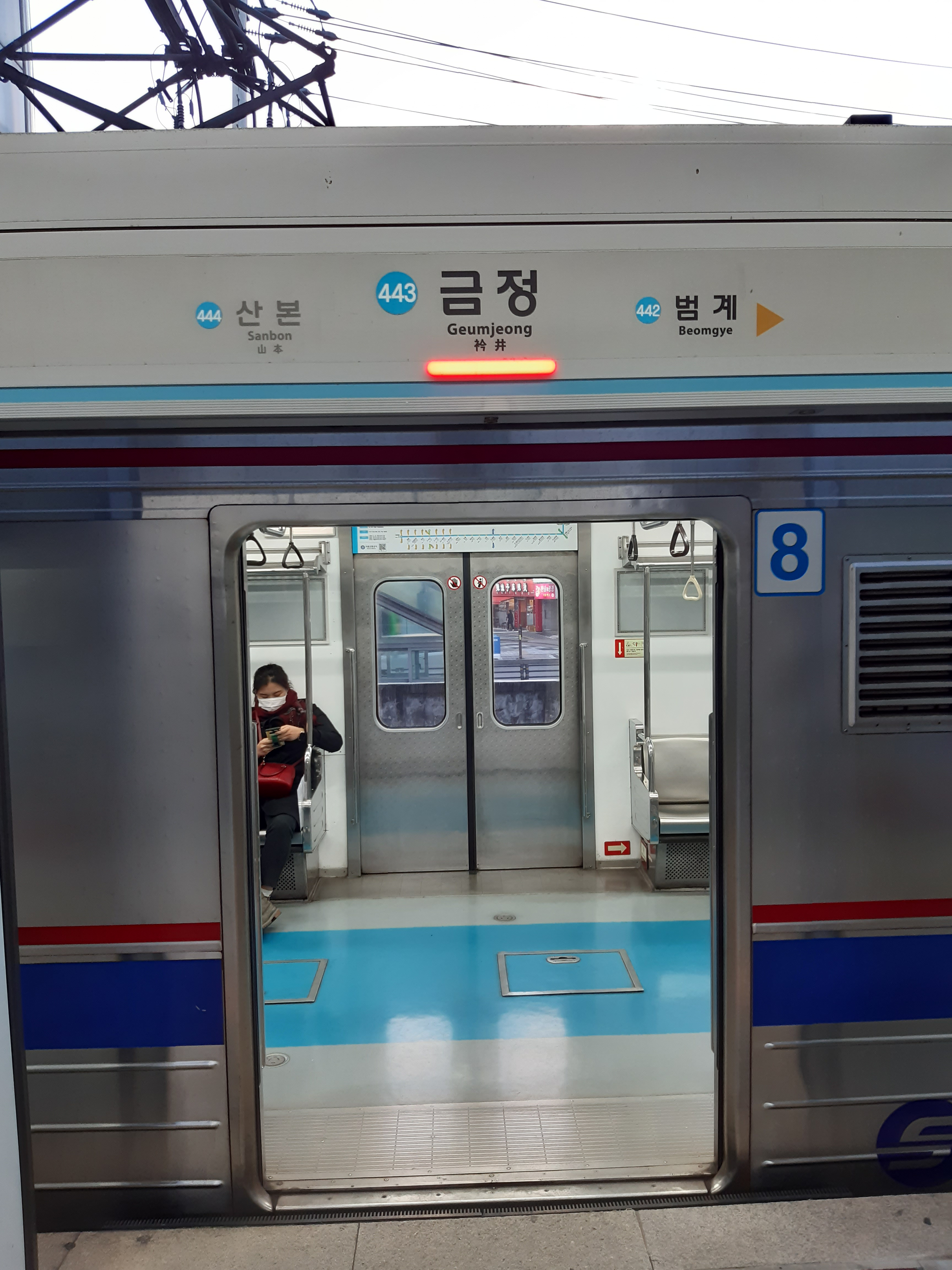
Cửa chắn tuyến 4 ga Geumjeong
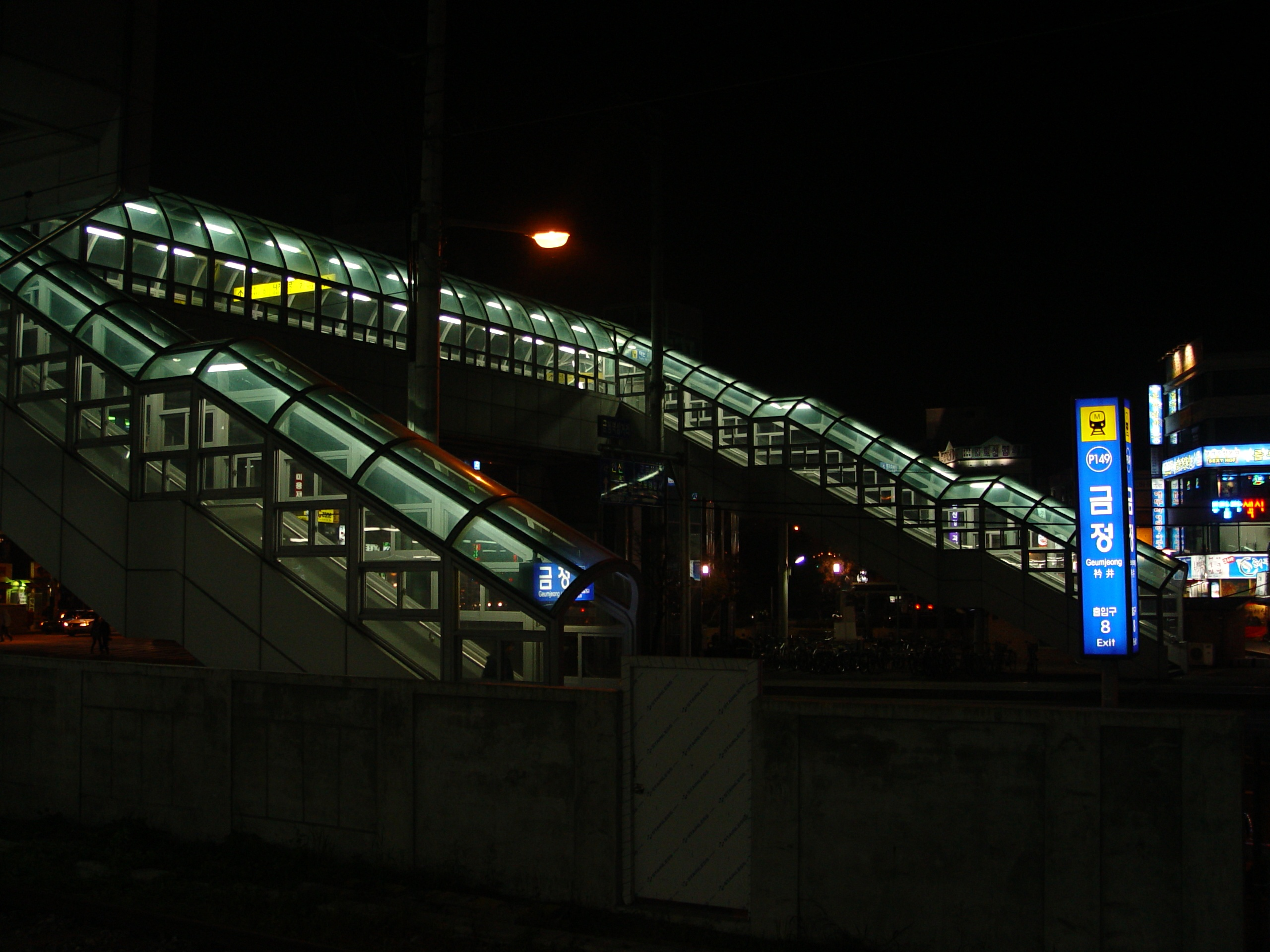
Cảnh đêm gần lối ra 8
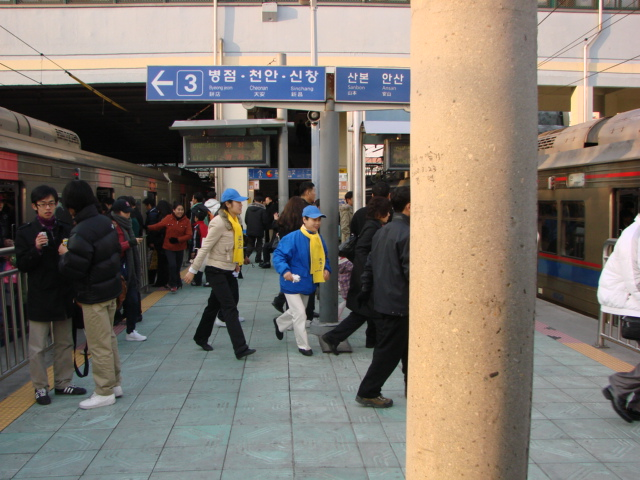
Cấu trúc cho phép di chuyển dễ dàng giữa các hướng giống nhau (ảnh trước khi xuống tàu, lắp đặt cửa chắn và mái che)
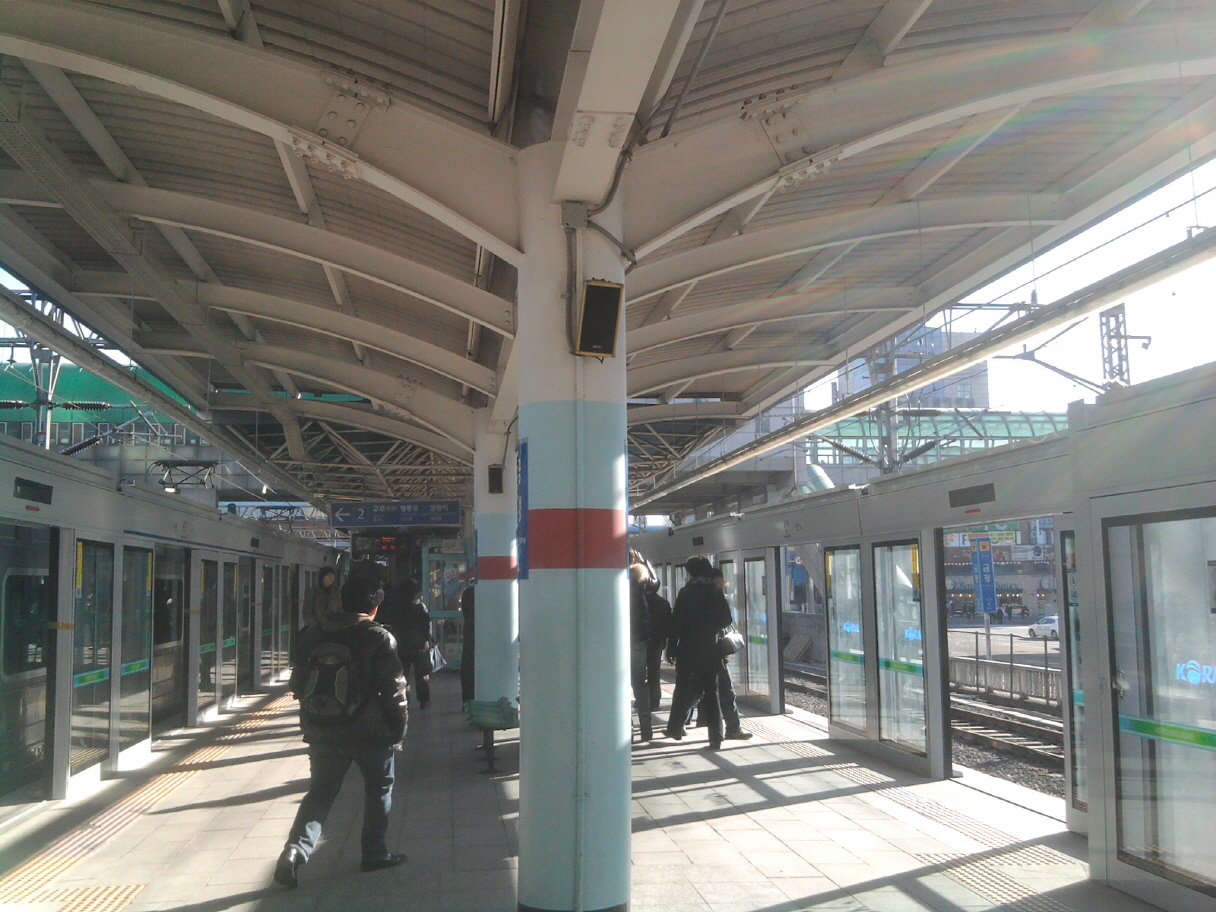
Nền tảng sau khi lắp đặt cửa chắn và mái che
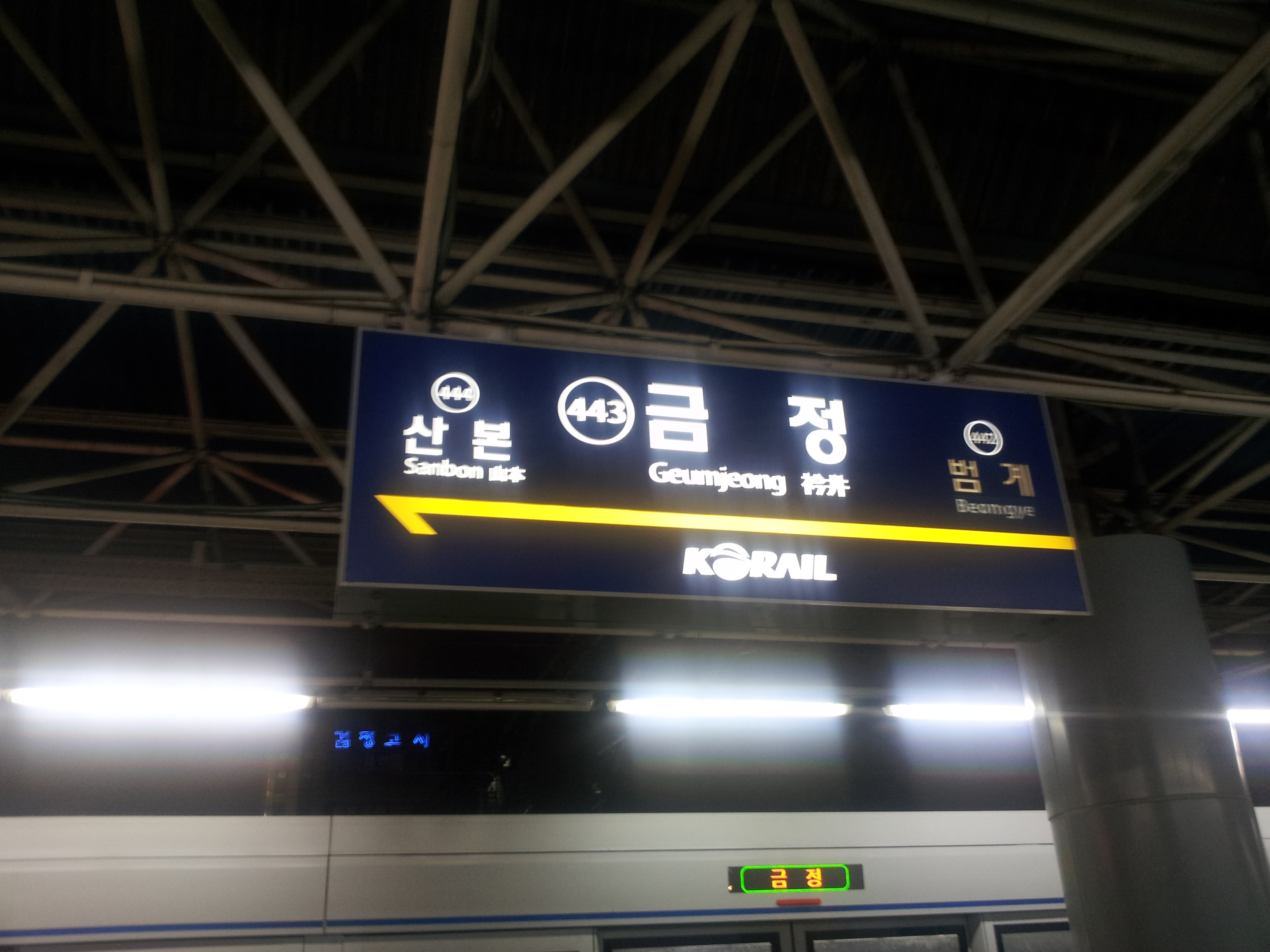
Bảng tên ga tuyến 4
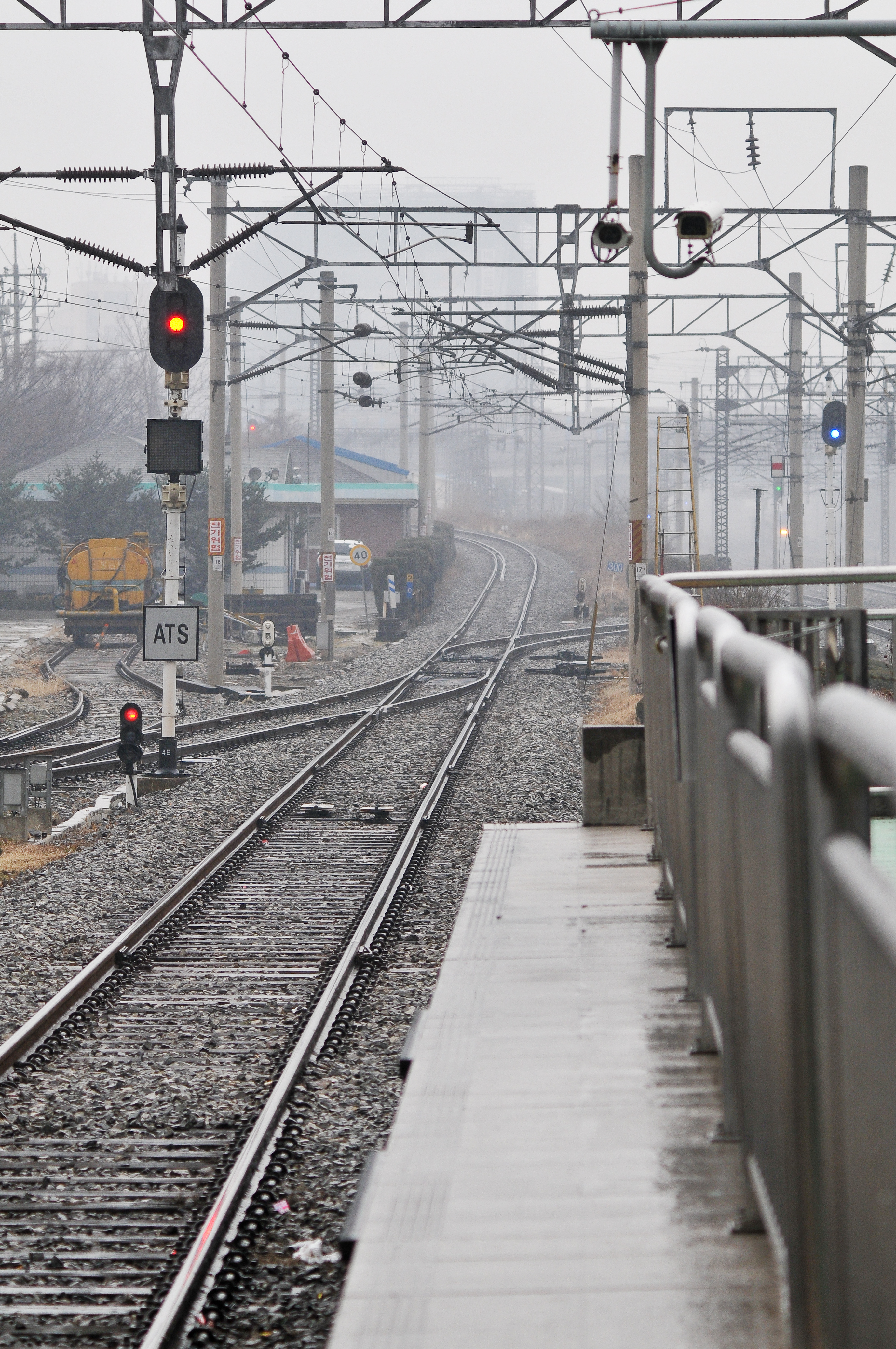
Đường ray vào vào ngày tuyết rơi (trước khi lắp đặt cửa chắn)
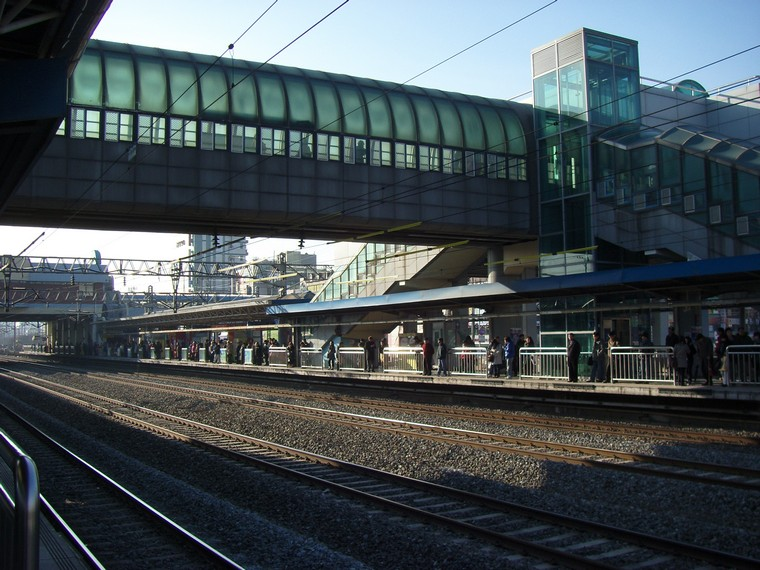
Cầu vượt ga Geumjeong
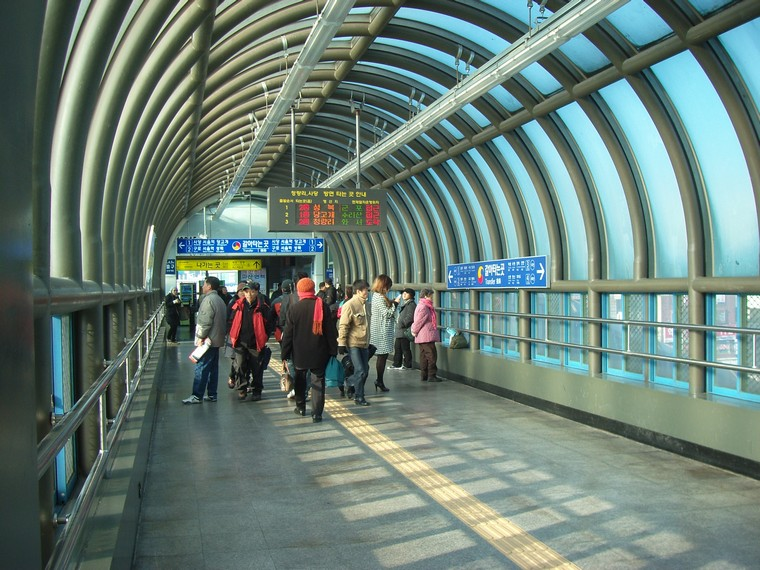
Bên trong cầu vượt ga Geumjeong